# I Am Kloot (альбом)
I Am Kloot — второй и самый популярный студийный альбом группы I Am Kloot, вышедший в 2003 году, диск поднялся на 68 строчку британского хит-парада. Позднее четыре песни из альбома были выпущены синглами, а одна песня, «Proof», распространялись лишь через Интернет. Демоверсия этой песни фигурировала ещё на сингле «Morning Rain» (2001).
Синглы «Life in a Day» and «3 Feet Tall» заняли, соответственно, 43 и 46 места в хит-параде.
25 января 2005 года I Am Kloot стал первым альбомом группы, выпущенным в США. В марте 2005 группа дала свой первый концертный тур в этой стране.

## Список композиций
Автор всех песен — Джон Брэмуэлл.
| №                   | Название                          | Длительность |
| ------------------- | --------------------------------- | ------------ |
| 1.                  | «Untitled #1»                     | 4:18         |
| 2.                  | «From Your Favourite Sky»         | 2:46         |
| 3.                  | «Life in a Day»                   | 2:46         |
| 4.                  | «Here for the World»              | 3:26         |
| 5.                  | «A Strange Arrangement of Colour» | 2:38         |
| 6.                  | «Cuckoo»                          | 3:26         |
| 7.                  | «Mermaids»                        | 3:39         |
| 8.                  | «Proof»                           | 2:46         |
| 9.                  | «Sold as Seen»                    | 2:55         |
| 10.                 | «Not a Reasonable Man»            | 3:06         |
| 11.                 | «3 Feet Tall»                     | 3:04         |
| 12.                 | «The Same Deep Water as Me»       | 4:10         |
| Общая длительность: | Общая длительность:               | 39:05        |